# هجمات 15 سبتمبر 2006 في اليمن
في يوم 15 سبتمبر 2006 كانت هناك هجمات في اليمن وهي محاولتين لتفجير المنشآت النفطية في اليمن، نفذها متشددون اسلاميون مشتبه بهم يوم 15 سبتمبر 2006. خلال الهجمات توفي جميع المهاجمين الأربعة بالإضافة لحارس أمن واحد.

## مرتكبو الجريمة
في 7 نوفمبر 2007، حكمت محكمة يمنية بالسجن بحق 32 رجلا تتراوح مدة السجن بين عامين إلى 15 عاما بعد ادانتهم بدعم الهجمات. وكان الرجال غير مذنبون.